# Alua Nurman
Alua Nurman  ( Cazaque : Алуа Нұрман ; nascida em 25 de abril de 2007) é uma Grande Mestre feminina de Xadrez (WGM) do Cazaquistão (2024), medalhista de prata no Campeonato Mundial Feminino de Xadrez por Equipes (2023) e Campeã Asiática de Blitz (2025)

## Carreira
Nurman venceu o Campeonato Cazaque de Xadrez Juvenil em várias faixas etárias: 2020 (faixa etária feminina sub-14)  e 2022 (faixa etária feminina sub-16). Em 2018, ela venceu o Campeonato Mundial Escolar de Xadrez na faixa etária feminina sub-11.
Ela terminou em segundo lugar no Campeonato Feminino de Xadrez do Cazaquistão em 2022.
Nurman jogou pelo Cazaquistão na Olimpíada de Xadrez Feminino de 2024, realizada em Budapeste, Hungria terminou em quarto lugar individual no segundo tabuleiro e ganhou a medalha de prata por equipes.
Em maio de 2025, conquistou o Campeonato Feminino Asiático de Blitz.